# Hemiceras daguensis
Hemiceras daguensis är en fjärilsart som beskrevs av Paul Dognin 1911. Hemiceras daguensis ingår i släktet Hemiceras och familjen tandspinnare. Inga underarter finns listade i Catalogue of Life.